# Sint-Knudkerk (Bornholm)
De Sint-Knudkerk (Deens: Sankt Knuds Kirke) is een romaans kerkgebouw in Knudsker, op circa 3 km ten noordoosten van de plaats Rønne op het Deense eiland Bornholm.

## Geschiedenis
De kerk werd vernoemd naar de in 1109 heilige verklaarde koning Knud IV en vermoedelijk tussen 1150 en 1200 gebouwd. De datum van inwijding is verder onbekend.
De voorhal is het enige deel van de kerk dat later werd gebouwd (waarschijnlijk in de late middeleeuwen). De toren werd gelijktijdig met de kerk gebouwd, niet als een klokkentoren maar als een weertoren. De ooit kleine ramen in het koor zijn tegenwoordig vervangen door grote moderne ramen. De muren van de kerk werden tot tweemaal toe verhoogd, voor het laatst in 1906.
Oorspronkelijk had de kerk twee ingangen, een voor mannen in het zuiden en een voor vrouwen in het noorden. De ingang voor de vrouwen werd dichtgemetseld, maar is nog altijd herkenbaar.

## Interieur
Het romaanse doopvont is waarschijnlijk even oud als de kerk. Het doopvont is samengesteld uit twee granieten stenen.
Het renaissance retabel in de apsis uit 1596 bevat twee naast elkaar geplaatste schilderwerken. Het linker werk stelt Abraham voor die zijn zoon Isaak opoffert. Het andere deel betreft een voorstelling van de Kruisiging. Tijdens een restauratie in 1977-1978 werden er drie oude verflagen verwijderd, zodat het retabel tegenwoordig de kleuren van 1762 heeft.
De preekstoel werd eveneens in de jaren 1977-1978 gerestaureerd. In de vier velden van de kanselkuip worden onder rondbogen de vier evangelisten uitgebeeld. Tussen de evangelisten bevinden zich vijf fantasiewezens met mensenhoofden en lichamen van fruit en druiven (mogelijk een toespeling op de tekst wie in Mij blijft, en Ik in hem, die draagt veel vrucht. Op de bovenrand van de kuip staat in het Latijn de inscripitie Zoekt de Here, terwijl Hij te vinden is; roept Hem aan, terwijl Hij nabij is. De kleuren van de kansel dateren eveneens uit 1762.
Het orgel werd in 1955 door de Deense orgelbouwfirma Frobenius Orgelbyggeri gebouwd.
In de toren hangen twee klokken, de kleinste is uit 1460 en de grote uit 1702.